# شبح اپرا
شَبَحِ اُپـِرا (به فرانسوی: Le Fantôme de l'Opéra)، (به انگلیسی: The Phantom of the Opera) رمانی است نوشته نویسنده فرانسوی گاستون لورو (Gaston Leroux).
این داستان در آغاز از ۲۳ سپتامبر ۱۹۰۹ تا ۸ ژانویه ۱۹۱۰ به صورت زنجیره‌ای در روزنامه گلوآ (Le Gaulois) به چاپ رسید و پس از آن به صورت کتاب منتشر شد.
این رمان در آغاز فروش بسیار کمی داشت و حتی در سده بیستم مدت‌ها تجدید چاپ نیز نشد اما بعدها که از روی داستان آن، نمایش‌ها و فیلم‌های متعددی ساخته شد تبدیل به رمان و داستانی مشهور شد.
داستان این رمان مربوط به فردی است با نبوغ اما با صورتی آسیب‌دیده که اریک نام دارد و به خاطر عشقی که به یکی از آوازه‌خوان‌های زن اپرا به اسم کریستین دارد دست به ارعاب اپرای گارنیه پاریس می‌زند تا موجبات پیشرفت آوازه‌خوان محبوبش را در کار اپرا فراهم آورد.
در سال ۲۰۱۱ با اقتباس از این رمان یک انیمشن به نام هیولایی در پاریس ساخته شد.